# Vedelago
Vedelago – miejscowość i gmina we Włoszech, w regionie Wenecja Euganejska, w prowincji Treviso.
Według danych na rok 2004 gminę zamieszkiwało 13 827 osób, 226,7 os./km².